# Parkkisaari (ö i Södra Karelen, Villmanstrand, lat 60,95, long 27,63)
Parkkisaari är en ö i Finland. Den ligger i sjön Kivijärvi och i kommunen Luumäki i den ekonomiska regionen  Villmanstrands ekonomiska region  och landskapet Södra Karelen, i den södra delen av landet, 170 km nordost om huvudstaden Helsingfors. Öns area är 48,7 hektar och dess största längd är 1,2 kilometer i nord-sydlig riktning.